# Gui Minhai
Gui Minhai (chinesisch 桂敏海, Pinyin Guì Mǐnhǎi, Jyutping Gwai4 Man5hoi2 aka 桂民海,  Guì Mínhǎi, Jyutping Gwai3 Man4hoi2; * 5. Mai 1964 in Ningbo, Provinz Zhejiang in der Volksrepublik China), auch bekannt als Michael Gui, ist ein in China geborener schwedischer Publizist und Buchverleger. Gui ist ein erfolgreicher Autor von Büchern über die aktuelle chinesische Politik und politische Persönlichkeiten. Gui verfasste während seiner zehnjährigen Autorenlaufbahn rund 200 Bücher unter dem Pseudonym Ah Hai (阿海,  Āhǎi). und ist einer von drei Aktionären des Buchladens Causeway Bay Books in Hongkong.
Ende 2015 wurde Gui in Thailand vermisst. Gui war einer von fünf Männern, die bei einer Reihe Zwischenfällen verschwanden, was als das „Verschwinden der Causeway-Bay-Books-Buchhändler“ bekannt ist. Der Fall führte vor allem in Hongkong und in Großbritannien zu Befürchtungen, dass die Volksrepublik China ihre bisherige Politik des „Ein Land, zwei Systeme“ in Hongkong beenden würde. Beobachter sahen insbesondere die Unabhängigkeit des Rechtssystems Hongkongs durch den Eingriff chinesischer Strafverfolgungsbehörden bedroht. Die chinesische Regierung äußerte sich zunächst nicht zum Verbleib Guis. Später war ein Video-Geständnis Guis in den Medien Festlandchinas zu sehen. Darin soll Gui geäußert haben, dass er nach China zurückgekehrt sei und sich freiwillig den Behörden gestellt habe. Gui verzichtete damit auf den konsularischen Schutz, auf den er als schwedischer Staatsbürger Anspruch hatte. Der Fall Gui hat die Beziehungen zwischen Schweden und China stark belastet.
Viele Beobachter äußerten Zweifel an der Freiwilligkeit von Guis Geständnis. Die Washington Post beschrieb seinen Bericht als „chaotisch und inkohärent, indem er mögliche Fakten mit dem vermischte, was wie reine Fiktion erscheint“. Ende Februar 2016 erklärten chinesische Staatsmedien, dass Gui wegen „illegalem Geschäftsverkehr“ festgehalten wurde. Gui soll seit Oktober 2014 wissentlich Bücher verteilt haben, die nicht von Chinas Presse- und Publikationsbehörde genehmigt wurden. Obwohl Gui im Oktober 2017 aus der Haft entlassen wurde, wurde er im Januar 2018 erneut von Staatssicherheitsbeamten – einer Gruppe von Männern in Zivil – entführt, als er auf dem Weg nach Peking zu einem Arztbesuch war. Kurz darauf gestand er erneut, während er wegen Verstoßes gegen nicht näher bezeichnete Gesetze inhaftiert war, und prangerte schwedische Politiker an, die ihn zum Verlassen des Landes angestiftet und „mich als Schachfigur benutzt“ hätten. Gui Minhai befand sich im Dezember 2019 noch immer in China in Haft und wurde im Februar 2020 wegen „illegaler Bereitstellung von Informationen im Ausland“ zu 10 Jahren Haft verurteilt.
Lee Bo, Guis in Hongkong ansässiger Geschäftspartner, bestritt, dass Gui auf einer „politischen Mission gegen die kommunistische Partei“ sei. Stattdessen bezeichnete er ihn als Geschäftsmann, für den die Veröffentlichung von Büchern eher ein Mittel zum Geldverdienen als eine Ideologie sei. „In seinen Büchern wird auch viel über politischen Klatsch und Tratsch gemutmaßt und nicht über Tatsachen.“

## Biografie

### Leben
Gui Minhai wurde 1964 in Ningbo geboren. Im Jahr 1985 schloss er an der Universität Peking sein Studium mit einem Bachelor-Abschluss in Geschichte ab. Gui war bis 1988 als Redakteur der People’s Education Press tätig, als er nach Schweden reiste und sich an der Universität Göteborg für ein Ph.D. Studium einschrieb. Nach den Protesten auf dem Platz des Himmlischen Friedens im Jahr 1989 (als Tian’anmen-Massaker bekannt), erhielt er eine schwedische Residenz und wurde später Schwedischer Staatsbürger, woraufhin er seine chinesische Staatsbürgerschaft aufgab. Seiner Tochter zufolge fühlte er sich von der Schönheit seiner Wahlheimat und der Freiheit, die er dort spürte, angezogen. Gui promovierte 1996. Guis Frau ist auch schwedische Staatsbürgerin; ihre Tochter wurde 1994 geboren.
Gui kehrte 1999 nach China zurück und gründete in Ningbo eine Tochtergesellschaft für ein schwedisches Unternehmen namens Tangyou (唐友), das Luftreinigungsprodukte anbietet. Gui war im Dezember 2003 in Ningbo in einen Unfall mit Alkohol am Steuer verwickelt, bei dem eine 23-jährige junge Frau beim Überqueren einer Straße getötet wurde. Die Mutter des Opfers war nicht mit dem polizeilichen Ermittlungsbericht einverstanden, in dem stand, dass ihre Tochter sekundär für die Nichtbeachtung des Verkehrs verantwortlich sei. Die Mutter hatte von Zeugen gehört, dass das Auto zu schnell gefahren sei. Sie riskierte also ihr Leben und mit Hilfe ihres Sohnes und eines Fahrers experimentierte sie selbst 10 Tage lang, um herauszufinden ob ihre Tochter mit verantwortlich gewesen war. Sie demonstrierte, dass die Fahrgeschwindigkeit des Unfallautos 110 Kilometer pro Stunde hätte überschreiten müssen, damit der Unfall hätte geschehen können. Sie appellierte an das Amt für öffentliche Sicherheit der Provinz Zhejiang, das nach erneuter Überprüfung zur Schlussfolgerung kam, dass Gui die volle Verantwortung für den Vorfall im Mai 2004 tragen sollte. In den chinesischen Medien wurde ausführlich über das Experiment der Mutter berichtet. Die Eltern des Opfers reichten später gegen Gui eine Zivilklage für Schadenersatz ein. Das kommunale Mittlere Volksgericht in Ningbo entschied im darauffolgenden August, dass Gui ein Verbrechen begangen hatte, wofür er zwei Jahre Bewährung erhielt. Gui reiste danach nach Deutschland und verstieß damit gegen seine Bewährungsauflagen. Gui verließ 2004 China und arbeitete für eine deutsche Tochtergesellschaft der Nordpool Unternehmensberatung.

### Verlagslaufbahn

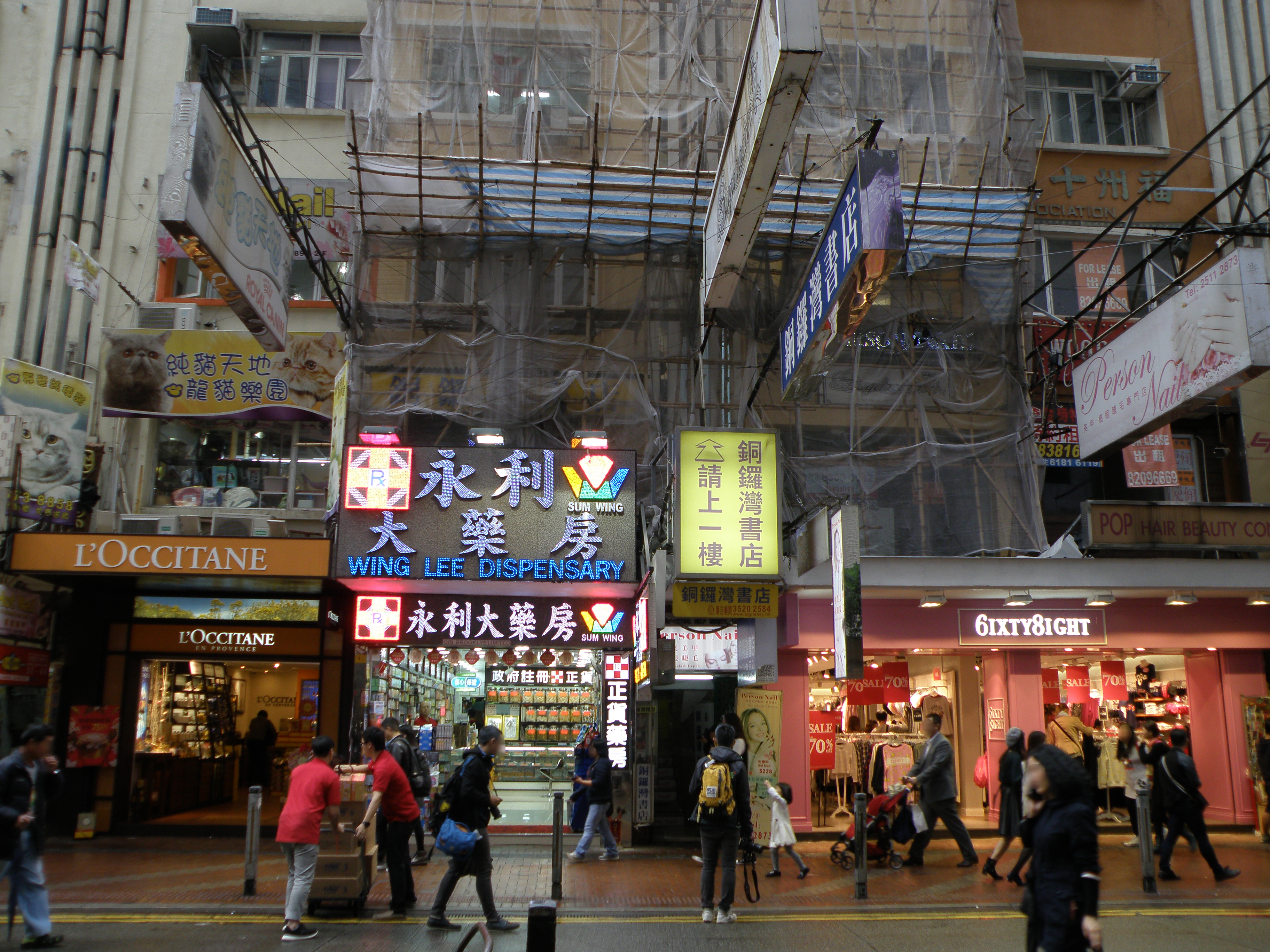
Buchladen Causeway Bay Books in Causeway Bay, Hongkong 2016

Ab 2006 gründete Gui Minhai mehrere Verlage, die sich auf die chinesische Politik konzentrierten. Gui trat dem chinesischen Verband von P.E.N. International bei, durch den er mit Fachleuten des Hongkonger PEN International vertraut wurde. Im Jahr 2013 gründeten Gui Minhai, Lee Bo und Lui Bo die Mighty Current Media (auch als Sage Communications bezeichnet), ein Hongkonger Unternehmen, das sich auf die Veröffentlichung und Verteilung von Büchern politischer Klatschgeschichten über führende Politiker in China spezialisierte. Gui und Lee Bo besitzen jeweils 34 Prozent der Gesellschaftsanteile (Lee Bos Aktien lauten auf den Namen seiner Frau, Sophie Choi) und Lui Bo besitzt die restlichen 32 Prozent. Im Jahr 2014 erwarb das Unternehmen Causeway Bay Books, eine Buchhandlung im oberen Stockwerk im geschäftigen Teil Hongkongs.
Gui verfasste während seiner zehnjährigen Karriere unter dem Namen „Ah Hai“ rund 200 Bücher. Zu den Themen dieser Bücher zählten Bo Xilai und Zhou Yongkang, ehemalige Mitglieder des Politbüros, sowie Generalsekretär Xi Jinping. Die Bücher wurden in den westlichen Medien als „politisch orientierte Bücher im Boulevardblattstil, die in China verboten sind“ beschrieben. Guis Kollege Lee Bo räumte ein, dass Guis Bücher viel Vermutungen und Klatsch statt Tatsachen enthielten, und beschrieb Gui als einen Geschäftsmann, dessen Veröffentlichung eher von Profit als von Ideologie motiviert sei.
Da Arbeiten, die der Führung des chinesischen Regimes kritisch gegenüberstehen, als sensibel gelten, hat Gui seine Arbeitsprojekte stets geheim gehalten. Gui behielt seine Handlungen für sich und seine Telefonate wurden durch fremde Länder umgeleitet. Gui reiste lange Zeit nicht nach China; er besuchte seinen Vater nicht, als dieser krank war, und kehrte nicht zur Beerdigung seines Vaters nach China zurück. Medien berichteten, dass Gui etwa die Hälfte der populären Bücher über Bo Xilai veröffentlicht habe. Als Bo im Jahr 2013 von den politischen Folgen des Wang Lijun Vorfalls im Jahr 2013 überrascht wurde, soll Gui einen finanziellen Gewinn von HK$10 Millionen aus dem Anstieg der Buchverkäufe bekommen haben. Guis Verlag soll seine Grundstücksakquisitionen in Hongkong und Deutschland, einschließlich eines Rückzugsortes am Meer in Pattaya, Thailand finanziert haben.
Die Internationale Verleger-Union gab im Februar 2018 bekannt, dass Gui der Gewinner der Auszeichnung  Publishing Freedom Award (Verlagsfreiheit) für furchtloses Publizieren im Angesicht von Widrigkeiten ist.
Bei Ling hörte ein Gerücht, dass der Hauptgrund für das Verschwinden von Gui Minhai ein Buch gewesen sein soll. Lee Bo hätte das ebenso geglaubt. Der Titel des Buches sei Xi Jinping und seine Mätressen. Erhältlich bei google books, es ist ein E-Book, kein physisches Buch. Das Buch hat zwei Versionen. Die erste Version hat 135 Seiten und die zweite Version 155 Seiten. Sie wurden Ende Januar 2016 und Anfang Februar 2016 veröffentlicht. In einem Interview sagte der Autor: Das Buch habe tatsächlich für Gui Minhai ein Problem verursacht.

## Verschwinden
Gui Minhais Kollegen hörten zuletzt im Oktober 2015, dass am 17. Oktober von einer Überwachungskamera festgehalten wurde, wie Gui seine Wohnung in Pattaya, Thailand, verließ und augenscheinlich von einem unbekannten Mann fortgebracht wurde. Gui war der zweite Buchhändler, der mit Causeway Bay Books in Verbindung gebracht wurde und offensichtlich spurlos verschwand. Lui Bo war zuletzt am 14. Oktober 2015 in der Nähe seines Hauses in Shenzhen gesehen worden. In den darauffolgenden Wochen verschwanden drei weitere Personen. Die drei wurden im November als vermisst gemeldet. Lee Bo hatte die Medien über das Verschwinden seiner vier Kollegen informiert, er selbst verschwand am 30. Dezember aus Hongkong. Es wurde berichtet, dass Lee nach Shenzhen gegangen sein soll, doch schien dies unwahrscheinlich, da seine Reisegenehmigung auf dem Festland zu Hause liegen geblieben war. Lees Verschwinden löste bei anderen Beteiligten Angst davor aus, zu verschwinden oder ausgeliefert zu werden. Das Verschwinden von Lee Bo veranlasste den Regierungschef Leung Chun-ying, am 4. Januar 2016 eine Pressekonferenz zu geben, bei der er erklärte, dass es „inakzeptabel“ und ein Verstoß gegen das Grundgesetz sei, wenn chinesische Vertreter des chinesischen Festlandsrechts in Hongkong tätig wären.
Zwei Wochen nach Guis Verschwinden kamen vier Männer, um in seiner Wohnung angeblich seinen Computer zu suchen, gingen aber ohne ihn fort. Eine Geschäftsleiterin des Anwesens, in dem Gui wohnte, versuchte Gui über die Nummer der Person zu kontaktieren, die sie zuletzt wegen Gui angerufen hatte. Ein Taxifahrer antwortete und sagte, dass vier Männer das Telefon im Taxi liegen gelassen hätten. Diese Männer hätten nach Poipet, einer Grenzstadt in Kambodscha, gehen wollen. Gui rief am 6. November seine Frau an, um ihr zu sagen, dass er in Sicherheit sei, doch wollte er seinen Aufenthaltsort nicht preisgeben. Das war das letzte Mal, dass man von Gui hörte. Die thailändischen Behörden hatten keine Aufzeichnungen darüber, dass Gui das Land verlassen hatte. Guis Familie kontaktierte die schwedische Botschaft, und die schwedische Polizei erstattete einen Bericht durch Interpol. In der Zeitschrift The Guardian stand, dass die thailändische Regierung wenig getan habe, um den Fall voranzubringen, und dass die Militärjunta zunehmend den chinesischen Forderungen entgegenkomme.

### Bestätigung der Inhaftierung
Die Nachrichtenagentur Xinhua veröffentlichte am 17. Januar 2016 einen Artikel, in dem es hieß, dass eine Person namens Gui Minhai wegen eines Verkehrsunfalls mit Todesfolge, bei dem ein Schulmädchen ums Leben kam, im Dezember 2003 festgenommen worden war. Xinhua behauptete, dass Gui Minhai (桂敏海) einen anderen, aber identisch klingenden Mittelnamen benutzt haben soll und im November 2004, unter dem Deckmantel eines Touristen, mit einem ausgeliehenen Personalausweis im Anschluss an den Gerichtsfall, ins Ausland geflohen sei. Sein angegebenes Alter soll 2005 46 Jahre gewesen sein, eine Abweichung von fünf Jahren im Vergleich zu den Angaben in Guis schwedischem Pass. Die beiden Diskrepanzen weckten Zweifel daran, dass es sich möglicherweise um einen Fall von Identitätsirrtum gehandelt haben könnte. Xinhua behauptete, dass Gui sich im Oktober 2015 den Sicherheitsbeamten gestellt hätte.
Ein Video-Geständnis, das im Januar 2016 im China Central Television öffentlich ausgestrahlt wurde, bestätigte Guis Identität. In dem 10-minütigen Exklusivvideo äußerte ein weinerlicher Gui seine Reue über eine Tötungsanklage, die er vor zehn Jahren abgewiesen hatte. Gui sagte, seine Rückkehr nach Festlandchina und seine Kapitulation seien seine „persönliche Entscheidung“. Dies habe nichts mit irgendjemand anderem zu tun. Er sollte Verantwortung übernehmen und er wolle nicht, „dass sich einzelne Personen oder Institutionen einmischen oder bösartigen Rummel“ um seine Rückkehr machen. Gui sagte auch: „Obwohl ich die schwedische Staatsbürgerschaft habe, fühle ich mich trotzdem als Chinese, meine Wurzeln sind in China. Ich hoffe also, dass Schweden meine persönliche Wahl respektieren kann, dass sie meine Rechte und meine Privatsphäre respektieren und mir erlauben können, meine eigenen Probleme zu lösen“. Strafermittlungen wegen anderer Vorwürfe seien im Gange. Erst am 19. Januar, als der schwedische Staatsbürger Peter Dahlin, Mitbegründer einer Nichtregierungsorganisation zur juristischen Ausbildung lokaler Anwälte in China, im Fernsehen erschien und gestand, dass er gegen chinesisches Recht verstoßen habe und „der chinesischen Regierung und den Gefühlen des chinesischen Volkes Schaden zugefügt habe“, wurde die internationale Öffentlichkeit darauf aufmerksam, dass Gui auch im Fernsehen gestanden hatte. Dahlin wurde anschließend deportiert. Reporter ohne Grenzen verurteilten Chinas erzwungene Geständnisse und forderten die Europäische Union auf, CCTV und Xinhua zu sanktionieren, weil sie „Lügen und Erklärungen, die vermutlich unter Druck erlangt wurden, wissentlich verbreiteten“. Lee Bos Brief vom 17. Januar an seine Frau besagt, dass er freiwillig auf das Festland gegangen sei, um die chinesische Strafverfolgung bei einer Untersuchung zu unterstützen, die Gui involvierte. Lee Bo prangerte Gui als „moralisch inakzeptable Person“ an, wegen der er mit den Behörden Schwierigkeiten bekommen habe.
Guis Geständnis wurde ungläubig aufgenommen sowie viele der Tatsachen, die sein Verschwinden aus Thailand umgaben. Unter anderem wurde die Veröffentlichung des Videos, drei Monate nach seinem Verschwinden, infrage gestellt. Der Präsident des Legislativrats von Hongkong, Jasper Tsang, sagte: „Der Bericht des China Central Television (CCTV) [und die Übertragung des Geständnisses von Gui Minhai] schien nicht in der Lage zu sein, die Öffentlichkeit zu beruhigen. Wenn sich der Fall hinzieht, wird es mehr Spekulationen geben.“ Human Rights Watch wurde zitiert: „Da Gui seit fast drei Monaten an einem geheimen Ort in Isolationshaft gehalten wurde und ohne einen Anwalt, ist sein Geständnis im staatlich kontrollierten Fernsehen unglaubwürdig.“ Die Washington Post erwähnte: „Die Erzählung erscheint chaotisch und inkohärent, vermischt mögliche Fakten mit dem, was wie reine Fiktion aussieht. Es fühlt sich unlogisch, sogar absurd an“. Amnesty Internationals Chinaforscher hinterfragte die Erzählung: „Warum sollten vier weitere Mitarbeiter eines Unternehmens vermisst werden, um bei einem normalen Strafverfahren zu helfen? Wie könnten andere vermisste oder anderweitig untersuchte Kollegen von Gui Minhai irgendeine Verbindung zum Fall haben?“ The Guardian zog eine Verbindung zu Operation Fox Hunt, einer von Xi Jinping 2014 ins Leben gerufenen, chinesischen Regierungskampagne zur Rückführung korrupter Beamter oder Regimegegner, die ins Ausland geflohen waren, und möglicherweise auch für die Entführung der anderen vermissten Buchhändler verantwortlich waren. Bis Mitte Juni 2016 habe Guis Familie noch keine offizielle Bestätigung erhalten, dass er unter Arrest stehe, berichtete Guis Tochter.

### Reaktion auf Haft

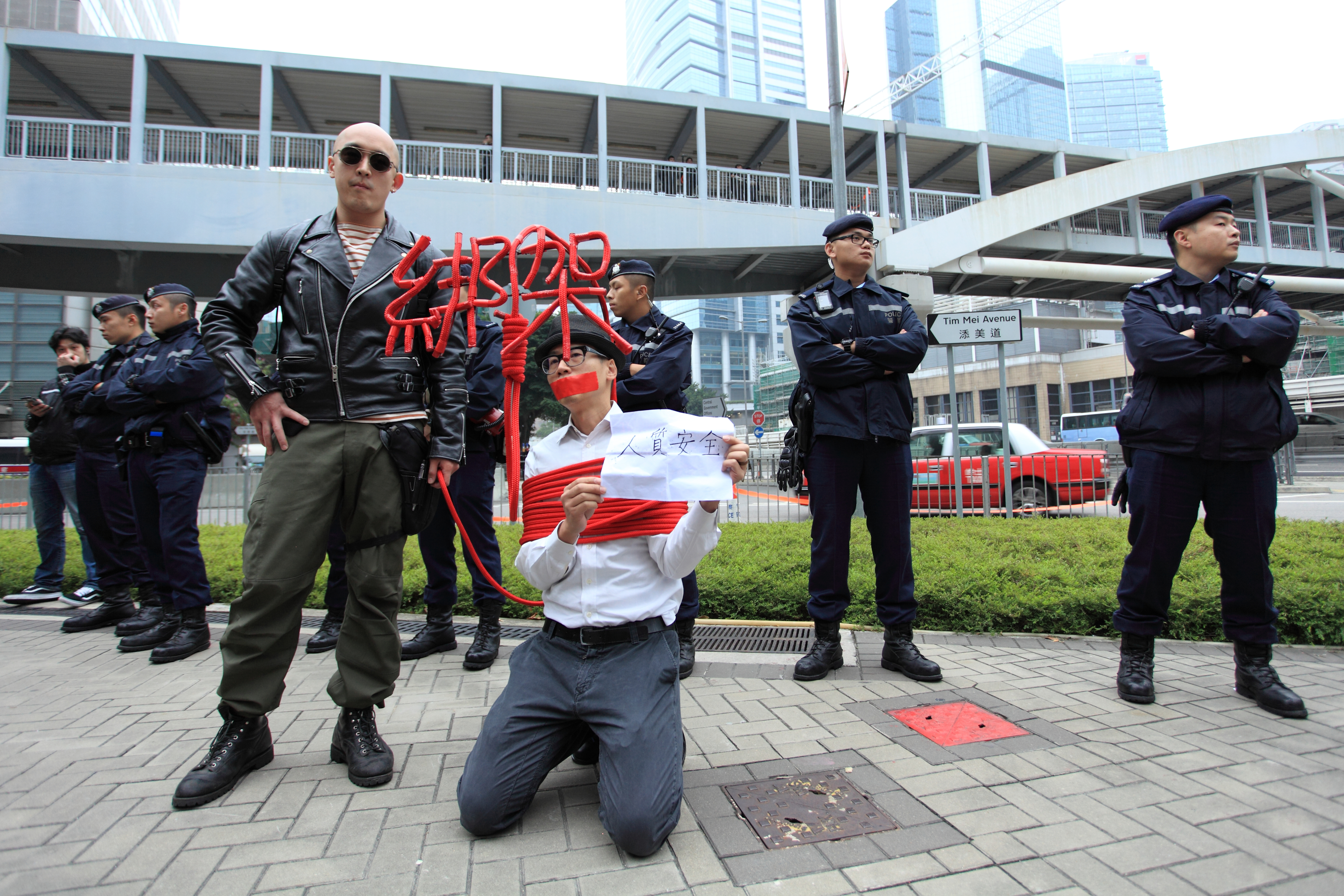
Künstler Kacey Wong protestiert: Die Zeichen auf dem Blatt sagen: „Geisel ist sicher“, Hongkong 2016

Bei Ling, ein persönlicher Freund von Gui Minhai und Präsident des unabhängigen chinesischen PEN, sagte, dass Gui sich nicht freiwillig gestellt habe, sondern entführt worden sei. Er bestätigte, dass es tatsächlich einen Autounfall, bei dem Alkohol im Spiel war, gegeben hatte, bei dem Gui involviert war und eine junge Frau getötet worden sei, doch dass der Unfall und sein Verschwinden nichts miteinander zu tun hätten. Bei Ling behauptete, dass es keine offiziellen Aufzeichnungen über Guis Ausreise aus Thailand gebe und dass das Internationale Recht durch Guis Entführung verletzt worden sei. Bei Ling spekulierte, dass die Entführer in Guis Wohnung zurückgekehrt waren, um seinen Pass zu holen, und dass Gui von Kambodscha aus mit einem Flugzeug, das mit chinesischen Deportierten beladen war, nach China geschickt worden sein könnte. Lee Bo benachrichtigte in einer E-Mail vom 10. November Guis Tochter Angela über das Verschwinden ihres Vaters. Darin erwähnte Lee, dass er befürchtete, dass Gui „aus politischen Gründen“ nach China gebracht worden sei. Angela wies die Behauptung, dass ihr Vater freiwillig aufs Festland zurückgekehrt sei, zurück.
Schweden hat China wiederholt um Transparenz gebeten und den thailändischen Botschafter im Dezember vorgeladen. Nach dem Erscheinen der Video-Beichte berichtete das schwedische Außenministerium, dass ein schwedischer Gesandter Gui besuchen durfte. Im Januar 2016 verurteilte die schwedische Außenministerin Margot Wallström die erzwungenen Geständnisse von Dahlin und Gui (beide schwedische Staatsbürger) im chinesischen Fernsehen, als „inakzeptabel“. Die chinesische Regierung sagte, dass Gui in erster Linie ein chinesischer Untertan sei, und die schwedische Regierung habe diese Position scheinbar stillschweigend akzeptiert. Die diplomatischen Bemühungen Schwedens erfolgten auf konsularischem Weg und waren unauffällig.
Ende Februar 2016 schienen staatliche Medien die Anklage gegen Gui aufzuklären, sie sagten, dass Gui wegen „illegalem Geschäftsverkehr“ festgehalten werde. Gui soll wissentlich Bücher verteilt haben, die nicht von Chinas Presse- und Publikationsbehörde genehmigt worden sind. Laut den Vorwürfen wurden etwa 4000 solcher Bücher seit Oktober 2014 per Post an 380 Käufer in 28 Städten auf dem chinesischen Festland geschickt, die als andere Bücher getarnt waren. Ebenfalls Anfang Februar 2016 gab das Europäische Parlament eine Erklärung heraus, in dem es forderte, dass Gui Minhai, Lee Bo und ihre drei Kollegen von Causeway Bay Books unverzüglich freigelassen werden sollen. In seinem Bericht über Hongkong, in der zweiten Jahreshälfte 2015, brachte der britische Außenminister Philip Hammond seine Besorgnis über das Verschwinden der Personen bei Causeway Bay Books zum Ausdruck und sagte, dass die Entführung des britischen Bürgers Lee Bo aus Hongkong „ein schwerer Verstoß gegen die Sino-British-Joint-Declaration über Hongkong sei und das Prinzip des Ein Land, zwei Systeme untergräbt“.
Guis Festnahme wurde im Mai im Exekutivkomitee des US-Kongresses über China diskutiert. Im September 2016 hat seine Tochter, Angela Gui, vor dem UN-Menschenrechtsrat gesprochen und sich auch im schwedischen Fernsehen für ihren Vater eingesetzt. Dieses Auftreten zog eine weitere öffentliche Erklärung von Wallström zur Festnahme nach sich. Die schwedische Regierung, die behauptete, sie sei mit dem chinesischen Regime in einer „stillen Diplomatie“ involviert gewesen, sicherte Gui nach 11 Monaten Haft eine zweite Audienz zu.
Ein Jahr nach dem Verschwinden Guis besteht unter den Kommentatoren ein allgemeiner Konsens darüber, dass die fünf Buchhändler von chinesischen Behörden entführt wurden. Ab Oktober 2016 verbrachte Gui ein Jahr in Haft, während die anderen vier Männer Anfang März 2016 freigelassen wurden. Ein Kollege, Lam Wing-kee, gab ein Interview in den Medien, in dem er ausführlich über seine Entführung und seine monatelange Festlandhaft in Ningbo und später in Shaoguan sprach. Andere Kollegen blieben unauffällig und lehnten eine Stellungnahme ab.
Im Juni 2017 sprach der schwedische Ministerpräsident Stefan Löfven während eines Staatsbesuchs mit dem chinesischen Präsidenten über den Fall Gui Minhai.
2018 wurde Gui Minhai mit dem Prix Voltaire der Internationalen Verleger-Union ausgezeichnet; 2019 mit dem Tucholsky-Preis des schwedischen PEN-Clubs. Laut der norwegischen Zeitung Aftenposten drohte die chinesische Regierung Schweden deshalb mit Konsequenzen.
Ein schwedischer Sportler, der 2022 an den Olympischen Winterspielen in Peking, China teilnahm und zwei Goldmedaillen gewann, wandte sich mit einer speziellen Botschaft an die Öffentlichkeit. Nils van der Poel verschenkte eine seiner Goldmedaillen an die Tochter von Gui Minhai, der immer noch in China inhaftiert ist. Dadurch wollte er nicht nur auf den Fall Minhais, sondern auch auf die Menschenrechtslage in China hinweisen. Van der Poel erklärte gegenüber der SportNews: „Ich möchte, dass die Menschenrechtsverletzungen in China reduziert werden und Gui Minhai freigelassen wird. Das ist viel verlangt, aber es ist das einzig Vernünftige, was man sich wünschen kann.“ Weiterhin erklärte er: „Ich hoffe, dass dies ein Funken der Solidarität und Hoffnung in dieser dunklen Stunde sein kann.“

### Entlassung aus dem Gewahrsam des Büros für öffentliche Sicherheit und scheinbare Wiederaufgreifung
Nach Angaben chinesischer Beamter wurde Gui Minhai am 17. Oktober 2017 freigelassen. Das schwedische Außenministerium hatte von den chinesischen Behörden die Mitteilung erhalten, dass Gui freigelassen wurde, „doch weder seine Tochter noch die schwedischen Behörden kannten seinen Aufenthaltsort“. Am 19. Januar 2018 bestieg eine Gruppe von etwa 10 Männern in Zivilkleidung einen Zug Richtung Peking und zog Gui aus dem Zug heraus. Gui war nach Angaben seiner Tochter Angela in Begleitung von zwei hochrangigen schwedischen Diplomaten auf dem Weg zu einer medizinischen Untersuchung in Peking. Die schwedische Regierung bestätigte den Vorfall. Anfang Februar erschien Gui erneut in einem Geständnis vor Reportern von Pro-Establishment Nachrichtenagenturen, darunter der South China Morning Post von Hongkong. Gui, der sich in den vergangenen zwei Jahren in Haft oder unter strenger Überwachung befunden hatte, schien im Oktober 2017 freigelassen worden zu sein. Er soll gesagt haben, dass Schweden seinen Fall zur Sensation machte und ihn unter dem Vorwand eines Arzttermins in der schwedischen Botschaft in Peking zu einem erfolglosen Versuch verleitet habe, China zu verlassen. Sie würden angeblich auf eine Gelegenheit warten, Gui nach Schweden zurückzubringen. Human Rights Watch und Amnesty International verurteilten „diese Art von erfundenem [Geständnis], das in Isolationshaft gemacht wurde“. Schweden verurteilte in der folgenden Woche die „brutale Intervention“ Chinas im Fall von Gui.

### Fehlinformationskampagne
Eine Studie des Australian Strategic Policy Institute, die die Tweets von Konten unter chinesischer Regierungskontrolle analysierte, die von Twitter als Reaktion auf die Proteste gegen das Auslieferungsgesetz von Hongkong im Jahr 2019 verboten wurden, ergab, dass die Konten auch Gui Minhai zum Ziel hatten. Zu den weiteren Dissidenten, die das Bot-Netzwerk ins Visier nahm, gehörten Guo Wengui und Yu Wensheng sowie auffallende PLA-Veteranen. Die Fehlinformationskampagne lief vom 23. Januar bis zum 23. Februar 2018. Der 23. Januar war der Tag, an dem die Nachricht bekannt wurde, dass Gui in einem Zug ergriffen und herausgebracht worden war.

### Kontroverse um Hintertür-Diplomatie
Im Februar 2019 schrieb Guis Tochter Angela einen Blog-Beitrag, in dem sie eine „sehr seltsame Erfahrung“ dokumentierte, die Anna Lindstedt, die schwedische Botschafterin für China, involvierte. In dem Beitrag behauptete sie, Lindstedt habe sie Mitte Januar kontaktiert und sie zu einem Treffen in Stockholm eingeladen, das sie mit einigen chinesischen Geschäftsleuten vereinbart hatte. Lindstedt dachte, diese Leute könnten helfen, die Freilassung ihres Vaters zu erreichen.
Angela erzählte in ihrem Blog, dass das Treffen in einem privaten Aufenthaltsraum in einem Stockholmer Hotel stattfand. Sie war dort tagelang abgeschieden und wurde sogar zur Toilette begleitet. Die Männer, die behaupteten, „Verbindungen innerhalb der Kommunistischen Partei Chinas“ zu haben, benutzten anscheinend eine Mischung aus Anstiftung, Manipulation und Drohungen gegen sie. Es wurde ihr gesagt, dass die Freilassung ihres Vaters davon abhängig gemacht würde, ob sie ihre Kampagne abbricht und Kontakt zu den Medien vermeidet. Man bot ihr ein chinesisches Visum sowie eine Stelle in der chinesischen Botschaft an. Angela zufolge deutete die Anwesenheit und die scheinbar unterstützende Haltung von Botschafterin Lindstedt darauf hin, dass die Gespräche vom schwedischen Außenministerium eingeleitet worden waren. Dennoch fühlte sie sich bei dem Treffen unwohl. Als sie sich später beim schwedischen Außenministerium erkundigte, wurde ihr gesagt, dass sie von den Ereignissen nichts wissen.
Die chinesische Botschaft in Stockholm bestritt jede Beteiligung. Das schwedische Außenministerium sagte, es habe von den Ereignissen erst nach dem Treffen erfahren. Es bestätigte gegenüber der Presse, dass die Botschafterin abberufen worden sei und dass eine interne Untersuchung des Vorfalls im Gange sei. Am 9. Dezember wurde Lindstedt von der schwedischen Staatsanwaltschaft wegen „Willkür bei Verhandlungen mit einer ausländischen Macht“ angeklagt, mit einer möglichen Höchststrafe von zwei Jahren Gefängnis.

### Prozess und Urteil 2020
Gui wurde nach Angaben chinesischer Beamter wegen Anschuldigungen im Zusammenhang mit „illegalen Geschäftsvorgängen“ inhaftiert. Am 25. Februar 2020 wurde jedoch bekannt gegeben, dass er wegen „illegaler Bereitstellung von Geheimdienstinformationen im Ausland“ angeklagt wurde. Gui wurde zu 10 Jahren Haft verurteilt. Menschenrechtsgruppen verurteilten das „harte Urteil“. Amnesty International sagte, die Anschuldigungen seien „völlig unbegründet“ und forderte seine Freilassung.
Obwohl Gui ein eingebürgerter schwedischer Staatsbürger ist, der seinen Reisepass irgendwann zwischen Ende 2017 und Mitte 2018 erneuert hatte, soll das Mittlere Volksgericht Ningbo, wo Gui vor Gericht gestellt wurde, bekannt gegeben haben, dass Gui 2018 beantragt habe, seine chinesische Staatsbürgerschaft wiederherzustellen. Eine Maßnahme, die Beobachter als beispiellosen Schritt beschrieben, um ihm den Zugang zum Konsulat zu sperren. Peter Dahlin, ein schwedischer Landsmann, der vor seiner Abschiebung im chinesischen Fernsehen beichten musste, kommentierte: „Das einzige ‘Staatsgeheimnis’, das Gui haben könnte, ist das Wissen darüber, wie chinesische Agenten ihn in Thailand entführt haben, und über die Folterungen, die er nach seiner Rückkehr nach China erlitten hat“. Chinesische Beamte haben darauf bestanden, dass jemand wie Gui „in erster Linie als chinesischer Staatsbürger“ betrachtet wird. Rechtsgelehrte und viele Chinesen aus Übersee, die die ausländische Staatsbürgerschaft erworben haben, haben ihre große Besorgnis über die offensichtlich selektive Anwendung des chinesischen Staatsangehörigkeitsrechts zum Ausdruck gebracht, das die doppelte Staatsbürgerschaft verbietet.
Dahlin schreibt: „Sowohl Jerome Cohen als auch Donald Clarke, die zu den angesehensten Rechtswissenschaftlern über China gehören, reagierten mit scheinbarem Schock und erkannten, dass das Geschehene für China leicht zur Gewohnheit werden könnte, ethnische chinesische Kritiker ins Ausland zu entführen, sie zurückzubringen und gegen ihren Willen gewaltsam ihre chinesische Staatsangehörigkeit wiederherzustellen.“ Cohen und Clarke erwähnten, dass dieses Ereignis gegen Artikel 36 des Wiener Übereinkommen über konsularische Beziehungen verstoßen würde. Das schwedische Außenministerium erklärte, Gui sei immer noch Staatsbürger, da „die schwedische Staatsbürgerschaft nur nach einer Prüfung und einer Entscheidung der schwedischen Migrationsbehörde aufgegeben werden könne“. Schweden, dem der Zugang zum Prozess verweigert worden war, verlangte, dass Gui „freigelassen wird und dass wir Zugang zu unseren Bürgern haben, um konsularische Unterstützung zu leisten“. Das chinesische Außenministerium teilte mit, dass die konsularischen Vorkehrungen auf Eis gelegt seien und wiederhergestellt würden, sobald die Coronavirus-Epidemie „gelöst“ sei. Willy Lam, Senior Fellow der Jamestown Foundation, sagte: „In einer Zeit des nationalen Notstands, in der Teile Chinas praktisch unter das Kriegsrecht gefallen sind, glauben die Behörden, tun zu können, was immer sie wollen.“
Die EU bemerkte: „Es gibt ernste Fragen zu diesem Fall, die beantwortet werden müssen. Seine Rechte, unter anderem auf konsularischen Zugang und ein ordnungsgemäßes Verfahren, wurden nicht respektiert“. Die Vereinigten Staaten bezeichneten Gui ausdrücklich als „schwedischen Staatsbürger“ und forderten seine sofortige und bedingungslose Freilassung. Das US-Außenministerium: „Wir werden uns weiterhin an der Seite unserer Partner und Verbündeten für eine stärkere Achtung der Menschenrechte und Grundfreiheiten in China einsetzen“.

## Auszeichnungen
- Im Februar 2018 erhielt Gui von der Internationalen Verleger-Union die Auszeichnung Publishing Freedom Award (Prix Voltaire)[91] für furchtloses Publizieren im Angesicht von Widrigkeiten.[40]

- Im Jahr 2019 wurde Gui vom schwedischen P.E.N. (Svenska PEN) mit dem Tucholsky-Preis (Schweden)[92] ausgezeichnet.[93] Die chinesische Botschaft in Schweden verurteilte die Auszeichnung für „einen Verbrecher, der sowohl in China als auch in Schweden schwere Verbrechen begangen hat“, und drohte mit „schlimmen Konsequenzen“. Die Botschaft erhob auch Einspruch gegen die Teilnahme der Kulturministerin Amanda Lind an der Zeremonie und erklärte, dass Lind in China eine persona non grata wäre, wenn sie an der Zeremonie teilnehmen würde.[94]

- Bei der Preisverleihung im Dezember 2020 in Schorndorf wird Gui mit dem internationalen Johann-Philipp-Palm-Preis[95][96] für Meinungs- und Pressefreiheit ausgezeichnet. Seine Tochter Angela nahm den Preis stellvertretend für ihren Vater entgegen.[84][97][98]

## Bibliografie
- 《二十世纪西方文化史掠影》(Einblick in die westliche Kulturgeschichte des 20. Jahrhunderts), Beijing Normal University Press, 1991, ISBN 7-81014-112-0
- 《北欧的神话传说》(Nordische Mythen und Legenden), Liaoning University Press, 1992, ISBN 7-5610-1729-4
- 《雍正十年: 那条瑞典船的故事》(Yong Zheng zehn Jahre: die Geschichte des schwedischen Schiffes), China Social Sciences Press, 2006, ISBN 7-80106-419-4[8]
- 《我把黑森林留给你》(Ich habe den Schwarzwald für dich verlassen), 香港文化艺术出版社 (Hong Kong Culture and Arts Publishing House), 2007
- Ich zeichne mit dem Finger eine Tür an die Wand. Gedichte, zweisprachig. Aus dem Chinesischen von Karen Betz. Mit einem Vorwort von Angela Gui und einem Nachwort von Kai Strittmatter, Leipziger Literaturverlag 2022, ISBN 978-3-86660-283-0